# Maria Bard
Maria Bard (Schwerin, 7 de julio de 1900-Berlín, 8 de abril de 1944) fue una actriz alemana de teatro y cine, que hizo un puñado de películas en la época del cine mudo para Rimax, la empresa de Wilhelm Graaff (su primer esposo). En 1930, su matrimonio con Graaff había terminado. Ella empezó a trabajar con el actor Werner Krauss en la producción teatral Der Kaiser von Amerika (El rey de Estados Unidos) y los dos se enamoraron. La esposa de Krauss descubrió esta relación y se suicidó. Un año después, en 1931, María Bard se casó con Werner Krauss. Llegó a ser actriz estatal en el Konzerthaus Berlin. Su tercer esposo fue el actor Hannes Stelzer.
Bard se suicidó el 8 de abril de 1944, al parecer por razones políticas y fue enterrada en el cementerio forestal de Caputh en Schwielowsee, Distrito de Potsdam-Mittelmark. Ocho meses después de su muerte, el 27 de diciembre de 1944, hacia el final de la Segunda Guerra Mundial, Hannes Stelzer ―que había sido reclutado por la Luftwaffe (la fuerza aérea alemana)― murió cuando su avión fue derribado en el frente oriental.

## Filmografía
- 1924: Die Radio Heirat
- 1924: Nju - Eine unverstandene Frau
- 1931: Berlin – Alexanderplatz
- 1932: Mensch ohne Namen[3]
- 1937: Premiere[4]
- 1937: Capriolen
- 1940: Die Gute Sieben
- 1941: Über alles in der Welt[5]
- 1941: Kleine Mädchen - große Sorgen
- 1942: GPU[6]